# Glypta filicauda
Glypta filicauda är en stekelart som beskrevs av Dasch 1988. Glypta filicauda ingår i släktet Glypta och familjen brokparasitsteklar. Inga underarter finns listade i Catalogue of Life.